# 一世
《一世》是Beyond在2000年發行的精選輯，不過此張精選輯並非三子本人發行。

## 曲目
1. 我不信
2. 想你
3. CRYIN'
4. PARADISE
5. 聲音
6. 緩慢
7. 對嗎
8. 情人
9. 糊塗的人
10. 最後的答案
11. 溫柔殺手
12. 活得精彩
13. 祝您愉快
14. 管我
15. 喜歡一個人
16. 忘記你
17. 因為有你有我
18. 命運是我家
19. 無名英雄
20. 一輩子陪我走
21. LOVE
22. 長城
23. 教壞細路
24. 醒你
25. 缺口
26. 霧